# Aeroportul Internațional Zamboanga
Aeroportul Internațional Zamboanga (IATA: ZAM, ICAO: RPMZ) este un aeroport din Zamboanga⁠(d), Zamboanga Peninsula⁠(d), Filipine ce deservește zona Zamboanga⁠(d). Aeroportul a fost tranzitat în 2022 de 929.985 de pasageri. A fost numit după zona deservită.
Situat la o altitudine de 10 m, aeroportul dispune de 1 pistă. Este operat de Civil Aviation Authority of the Philippines⁠(d).

## Infrastructură

### Piste
Aeroportul dispune de o singură pistă. Pista are orientarea 09/27.